# 11022 Серіо
11022 Серіо (11022 Serio) — астероїд головного поясу, відкритий 5 березня 1986 року.
Тіссеранів параметр щодо Юпітера — 3,342.